# هيجو شوارتز
هيجو شوارتز (بالألمانية: Heiko Schwartz)‏ هو لاعب كرة الماء ألماني، ولد في 21 سبتمبر 1911 في Norden, Lower Saxony ‏ في ألمانيا، وتوفي في 29 أكتوبر 1973 في بيلفلد في ألمانيا.

## وصلات خارجية
- هيجو شوارتز على موقع الاتحاد الدولي للسباحة (الإنجليزية)
- هيجو شوارتز على موقع اللجنة الأولمبية الدولية (الإنجليزية)
- هيجو شوارتز على موقع أوليمبيديا (الإنجليزية)